# Howard (Ohio)
Howard – jednostka osadnicza w Stanach Zjednoczonych, w stanie Ohio, w hrabstwie Knox.